# Deuxième concile de Constantinople
Pour les articles homonymes, voir Concile de Constantinople.
Le deuxième concile de Constantinople s'est tenu du 5 mai au 2 juin 553. Ce fut le cinquième des sept conciles œcuméniques reconnus à la fois par l'Église catholique et l'Église orthodoxe. Convoqué par l'empereur Justinien, il fut présidé par le patriarche Eutychius de Constantinople et réunit 152 évêques venant principalement d'Orient. Seuls seize évêques d'Occident étaient présents, dont neuf d'Illyrie et sept d'Afrique, mais aucun d'Italie,.
Par ce concile, Justinien voulait faire confirmer par l'Église sa condamnation édictée en 553 contre les écrits de trois évêques se rattachant à l'école théologique d'Antioche : Théodore de Mopsueste (†428), Théodoret de Cyr († vers 466) et Ibas d’Édesse († 457). On se réfère généralement à ces écrits comme à la question des Trois Chapitres. Dans un premier temps, le pape Vigile refusa de s'associer aux condamnations formulées par le concile. Après de nombreuses péripéties, il revint sur sa décision et son successeur Pélage Ier fit de même. Toutefois, le but poursuivi par Justinien qui était de réconcilier chrétiens chalcédoniens et miaphysites dans la partie orientale de l'empire tout en demeurant en bons termes avec l'Église de Rome ne fut pas atteint. On assista plutôt à un durcissement des positions respectives : l'orthodoxie occidentale représentée par Rome, l'orthodoxie miaphysite orientale et, entre les deux, l'orthodoxie orthodoxe définie par l'empereur.
Ce cinquième concile œcuménique a également qualifié Marie d′aeiparthenos (de toujours vierge) et a établi sa deuxième déclaration d'anathème à l'encontre de tous ceux qui nieraient les Trois Chapitres de la doctrine mariale.

## Contexte historique

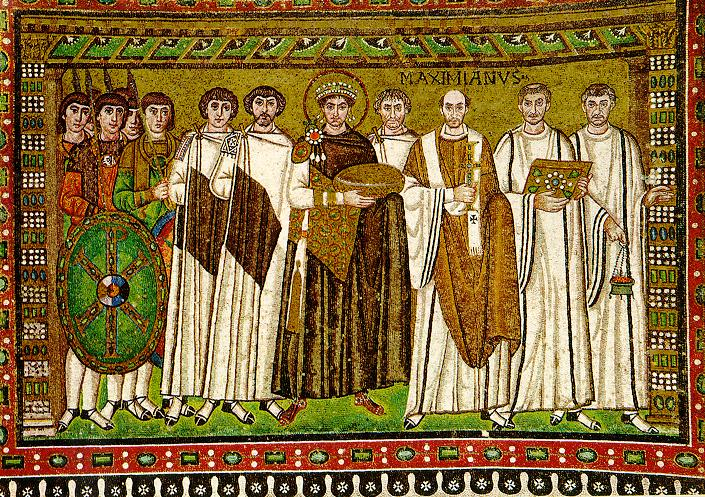
Justinien représenté sur une mosaïque de la basilique Saint-Vital de Ravenne entre ses généraux et le clergé.

Justinien (r. 527-565) se considérait non seulement comme maître de l'empire temporel, mais aussi comme responsable du salut de ses sujets, ce qui impliquait la rectitude des croyances religieuses. Or une question théologique divisait à ce moment l'Église et l'État : le Christ possédait-il deux natures, divine et humaine, indissolublement unie dans sa personne, comme l'avait proclamé le concile de Chalcédoine en 451, ou sa nature divine était-elle si prédominante qu'il était davantage Dieu que homme, comme le prétendaient les monophysites,.
Cette question religieuse avait de profondes répercussions politiques : les provinces du sud-est de l'empire étaient profondément monophysites. Sauf pour la cité grecque d'Alexandrie, l'Égypte rurale avait sa propre Église monophysite dont la liturgie et la littérature religieuse s'exprimaient en copte et étaient à la base d'une identité profonde s'exprimant par des tendances séparatistes. La Syrie possédait également une littérature propre en syriaque qui traduisait une aliénation pouvant aussi dégénérer en sentiments séparatistes. Or l'Égypte fournissait l'alimentation en blé de Constantinople, alors que la Syrie faisait face à la frontière perse. Quant à la Palestine, les monastères étaient divisés entre tenants et opposants de la doctrine d'Origène (vers 185-vers 254) qui avait importé des idées néoplatoniciennes dans le christianisme.
En Occident, Justinien devait aussi tenir compte des problèmes que posaient les anciennes provinces d'Italie, d'Afrique du nord et d'Espagne où la population profondément chalcédonienne était sous la gouverne de conquérants goths de confession arienne. Si Justinien voulait reprendre ces provinces, il devait se présenter comme le défenseur des thèses chalcédoniennes et l'allié fidèle du pape.
L'empereur devait ainsi composer avec trois forces opposées. D'un côté, il devait éviter de s'opposer trop ouvertement aux monophysites d'Orient pour ne pas offenser l'Égypte et mettre en danger l'approvisionnement de sa capitale ou de risquer de voir les provinces de Syrie et de Mésopotamie s'allier avec la Perse voisine. D'un autre, il devait se rallier le pape qui lui reprochait son inaction devant le schisme et l'Italie où Totila risquait de remettre en question les gains de Bélisaire. Enfin, il devait contenter la population de Constantinople où certaines grandes familles étaient profondément attachées à Chalcédoine alors que d'autres, comme celles de l'ancien empereur Anastase Ier et l'impératrice elle-même, étaient monophysites,,.

## Les années précédant le concile

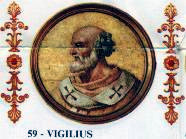
Le pape Vigile.

Au début de 544, Justinien fit émettre un décret condamnant les Trois Chapitres dans l'espoir que cette condamnation apaiserait les monophysites. Le résultat ne fut pas celui escompté, ces derniers le jugeant non pertinent, alors que l'Occident y vit une attaque contre les doctrines du concile de Chalcédoine. L'Afrique en particulier se montra intraitable et le pape refusa d'y souscrire,.
À l'automne de 545, le chef goth Totila se préparait à mettre le siège devant Rome. Ne voulant pas laisser un tel otage entre les mains des Goths, Justinien fit enlever le pape Vigile le 22 novembre 545. Ce dernier ne voyait probablement pas cet enlèvement d'un mauvais œil craignant d'être livré aux mains des hérétiques ariens. Ce n'est toutefois qu'en janvier 547 qu'il arriva à Constantinople où il fut accueilli par l'empereur lui-même, lequel commença immédiatement à faire pression sur lui pour qu'il condamne également les Trois Chapitres. Le 11 avril 548, après avoir tenu un synode destiné à mettre dans le rang certains évêques occidentaux opposés à l'édit de Justinien, le pape fit remettre au patriarche de Constantinople, Mennas, un document appelé Judicatum qui tout en condamnant les Trois Chapitres proclamait l'attachement inébranlable du pape à la doctrine de Chalcédoine.
Le document papal fut mal reçu en Occident, principalement en Dalmatie et en Gaule, alors que les évêques d'Afrique du nord rompirent les relations et qu'une opposition s'organisait à Constantinople. Résolu à mater la confrontation, Justinien décida en juillet 551 de publier un nouveau décret donnant force de loi à sa condamnation des Trois Chapitres ,. Les relations devinrent de plus en plus tendues entre le pape et l'empereur au point où Vigile, n'osant s'attaquer directement à l'empereur, excommunia le patriarche Mennas dans un document qui ne fut pas publié mais fut porté à l'attention de l'empereur. Toutefois, le patriarche décéda en août 552 et fut immédiatement remplacé par l'envoyé de l'évêque d'Amasée, du nom d'Eustathe.

## Le concile et ses suites

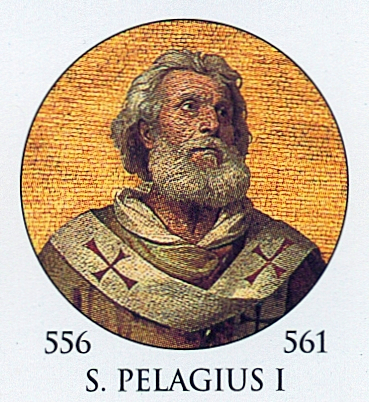
Le pape Pélage Ier.

Justinien jugea le moment favorable pour reprendre l’idée d’un concile œcuménique qui condamnerait les Trois Chapitres. Le concile débuta le 5 mai 553 dans une grande salle attenant à la cathédrale Hagia Sophia de Constantinople; il devait durer jusqu'au 2 juin. Le pape ayant décliné l’invitation d’y assister, il fut présidé par le patriarche Eutyche de Constantinople assisté des patriarches d’Alexandrie, Apollinaris, et d’Antioche, Domninus. Le patriarche de Jérusalem, Eustochius, était représenté par trois évêques. Au total, cent-quarante-cinq métropolites et évêques étaient présents venant essentiellement de la partie orientale de l’empire ; seuls seize évêques d’Occident étaient présents, dont neuf d’Illyrie et sept d’Afrique, mais aucun d’Italie,,. Quelques autres évêques se joignirent à eux pendant les travaux, si bien que 160 évêques apposèrent leur signature à la fin des travaux.
Justinien lui-même s’abstint de paraître, voulant montrer qu'il laissait les évêques libres de leur choix. Toutefois, ceux qui étaient présents étaient déjà acquis à ses idées et, pour plus de sûreté, il fit lire une lettre lors de l’ouverture des travaux, rappelant aux prélats qu’ils avaient déjà condamné les Trois Chapitres.
Le pape continua à louvoyer jusqu’au 14 mai moment où il rédigea un document appelé Constitutum (constitution) dans lequel il condamnait comme hérétiques plusieurs passages de Théodore de Mopueste, mais sans condamner l’ensemble des écrits contenus dans les Trois Chapitres. Le document fut remis à l’empereur quelque dix jours plus tard, lequel encouragé par les victoires de Narsès en Italie, n’était pas prêt à se contenter de demi-mesures.
Au cours de la septième session du concile, les évêques rayèrent le nom de Vigile des diptyques, excommuniant de fait celui-ci. Les travaux du concile se terminèrent le 2 juin par la publication de quatorze condamnations concernant les Trois Chapitres et diverses autres hérésies.
En février 554 (555 selon Browning), le pape promulgua un deuxième Constitutum dans lequel il condamnait les Trois Chapitres, mais sous sa propre autorité et non sous celle du concile auquel il ne fit aucune référence,. N’étant plus d’utilité pour Justinien, le pape reçut la permission de retourner à Rome, mais décéda pendant le voyage.
Un nouveau pape devait être trouvé. La chose s’annonçait difficile, la plupart des évêques d’Occident étant opposés à la condamnation des Trois Chapitres, alors que la nomination d’un pape venant d’Orient aurait probablement causé un schisme dans l’Église. Jouant d’audace, Justinien offrit le trône de Saint-Pierre à un représentant de la noblesse romaine jusque-là fortement opposé à sa politique religieuse, le diacre Pélage qui avait déjà été nonce apostolique à Constantinople et connaissait dès lors la mentalité byzantine. La condition implicite était évidemment que celui-ci cesserait son opposition.
Ce n’est que sous la protection des troupes du général byzantin Narsès que Pélage put faire son entrée à Rome et, pour sa consécration, le jour de Pâques 556, ne trouvant pas les trois évêques requis par la tradition, on dut faire appel à deux évêques et à un diacre. Petit à petit, Pélage parvint à imposer son autorité au sud du Pô. Mais dans le nord de l’Italie, les provinces ecclésiastiques de Milan et d’Aquilée rompirent la communion avec Rome. Milan ne devait revenir dans le giron de Rome que vers la fin du sixième siècle et Aquilée au début du huitième,,. Le reste des Églises occidentales acceptèrent les décrets du concile, mais sans grand enthousiasme; bien que considéré comme « œcuménique », ce concile n’aura jamais la même notoriété que celui de Nicée ou de Chalcédoine. À l’extérieur de l’Italie, la Gaule demeura en communion avec Rome, mais sans briser avec les districts rebelles au nord du Po. En Afrique, Justinien utilisa la méthode forte : les évêques récalcitrant furent exilés ou emprisonnés. Ce n’est qu’avec l’avènement de Justin II (r. 565 -578) que ceux-ci pourront réintégrer leur siège. Dans l’Espagne des Visigoths où Récarède Ier (r. 586 - 601) venait de se convertir au catholicisme, les églises n’acceptèrent pas ce concile et Isidore de Séville, dans ses Chroniques et De Viris Illustribus, considère Justinien comme un tyran, un persécuteur de la foi orthodoxe et un tenant de l’hérésie ,.

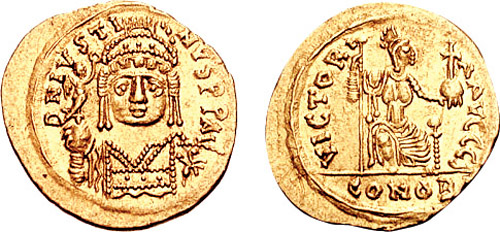
Justin II, neveu et successeur de Justinien, tenta de continuer la politique de réconciliation de son prédécesseur. Il en vint progressivement à se retourner contre les monophysites.

Pour les monophysites, ces disputes importaient peu. Une hiérarchie ecclésiastique monophysite continua à se développer lentement mais de façon irréversible. Théodose, patriarche d’Alexandrie, reconnu par le gouvernement byzantin jusqu’en 537, continua à diriger son Église, recevant de ses suffragants le titre de « patriarche œcuménique ». Interdit de séjour à Alexandrie, il se réfugia discrètement dans le palais d'Hormisdas, protégé par l’impératrice Theodora, alors que les grands monastères du nord-est de la Syrie et de l’Égypte devenaient des centres de diffusion de la doctrine et d’opposition au régime de Justinien,.
En dépit de ces conflits toutefois et de l’échec de la réconciliation entre monophysites et chalcédoniens, le concile apporta une contribution non négligeable à la doctrine théologique. Les canons condamnant les Trois Chapitres étaient précédés de dix canons doctrinaux définissant plus précisément la doctrine chalcédonienne. Ils soulignaient que le Verbe de Dieu était l’unique sujet de toutes les actions du Christ, humaines ou divines. Les « deux natures » définies à Chalcédoine furent désormais interprétées comme deux séries d’attributs possédées par une seule personne, celle du Christ-Dieu, deuxième personne de la Trinité. C’est sur cette base que se développera la Christologie byzantine que l’on trouve chez Maxime le Confesseur (moine et théologien byzantin; 580-662) et Jean Damascène (théologien chrétien d'origine syriaque mais de langue grecque; vers 676 – 749). Ces nouvelles approches auraient peut-être permis de réconcilier les deux groupes, ne fût-ce que les communications entre eux furent rompues par les conquêtes arabes du siècle suivant.

## Actes du concile
Les Actes originaux du concile, rédigés en grec, sont aujourd’hui perdus. Néanmoins, il en existe une version en latin, établie probablement pour l’utilisation du pape Vigile dont il existe une édition critique. On peut en trouver une traduction en anglais sur le site Papal Encyclals on line, « Second Council of Constantinople – 553 A.D. » omettant les textes sur Origène. La raison de cette omission est probablement qu'il a été avancé que les Actes originaux du cinquième concile avaient été modifiés de façon à favoriser le monothélisme . On a en effet mis de l’avant que les Actes tels qu’ils existent ne font aucune mention du débat sur l’origénisme et seraient dès lors incomplets. On admet toutefois aujourd’hui que les évêques auraient signé les canons concernant l’origénisme avant l’ouverture officielle du concile. Cette condamnation fut confirmée par le pape Vigile. Par ailleurs le concile œcuménique qui suivit (le troisième concile de Constantinople) devait confirmer la déclaration de foi à l’endroit des cinq conciles précédents, y compris : « …le dernier, c’est-à-dire le Cinquième Saint-Synode assemblé en cet endroit, contre Théodore de Mopsueste, Origène, Évagre le Pontique et Didyme l'Aveugle ». Ce n’est que de nos jours que son autorité conciliaire a été mise en doute.

## Liste des anathématismes du concile[38]
- 1er anathématisme[N 3] : si quelqu’un ne confesse pas une seule nature ou substance du Père, du Fils et du Saint-Esprit, une seule puissance et un seul pouvoir, une Trinité consubstantielle, une seule divinité adorée en trois hypostases ou personnes, qu’un tel homme soit anathème. Car il y a un seul Dieu et Père, de qui sont toutes choses, un seul Seigneur Jésus-Christ, par qui sont toutes choses, un seul Esprit Saint, en qui sont toutes choses.

- 2e anathématisme : si quelqu’un ne confesse pas qu’il y a deux générations du Dieu Verbe, l’une avant les siècles, du Père, intemporelle et incorporelle, l’autre aux derniers jours [cf. He 1, 2], du même Verbe qui est descendu des cieux et s’est incarné de la sainte et glorieuse Mère de Dieu toujours vierge, et qui a été engendré d’elle, qu’un tel homme soit anathème.

- 3e anathématisme : si quelqu’un dit qu’autre est le Verbe de Dieu qui a fait des miracles et autre le Christ qui a souffert, ou dit que le Dieu Verbe est uni avec le Christ né d’une femme, ou qu’il est en lui comme un autre dans un autre ; mais qu’il n’est pas un seul et le même, notre Seigneur Jésus-Christ, le Verbe de Dieu incarné et fait homme, et le même à la fois auteur des miracles et sujet des souffrances qu’il a volontairement endurées dans la chair, qu’un tel homme soit anathème.

- 4e anathématisme : si quelqu’un dit que c’est selon la grâce ou selon l’opération, ou selon l’égalité d’honneur, ou selon l’autorité, ou par transfert, relation ou puissance que s’est faite l’union du Dieu Verbe avec l’homme ; ou selon la bienveillance, comme si le Dieu Verbe s’était complu en l’homme qui aurait eu de lui une belle et bonne estime, comme le dit Théodore dans sa folie ; ou selon l’homonymie selon laquelle les Nestoriens, en appelant le Dieu Verbe Jésus et Christ et en nommant l’homme pris à part Christ et Fils, parlant manifestement de deux personnes, feignent de parler et d’une seule personne et d’un seul Christ seulement au point de vue de l’appellation, de l’honneur, de la dignité et de l’adoration ; mais s’il ne confesse pas que l’union du Dieu Verbe à la chair animée par une âme raisonnable et pensante s’est réalisée selon la composition c’est-à-dire selon l’hypostase, comme l’ont enseigné les saints Pères ; et s’il ne confesse pas pour cette raison son unique hypostase, réalité qu’est le Seigneur Jésus-Christ, un de la sainte Trinité, qu’un tel homme soit anathème. Car cette union a été comprise de nombreuses manières ; les uns, sectateurs de l’impiété d’Apollinaire et d’Eutychès, partisans de la disparition des éléments qui se sont réunis, prônent une union par confusion ; les autres, pensant comme Théodore et Nestorius, favorables à la division, introduisent une union de relation ; cependant, la sainte Église de Dieu, rejetant l’impiété de ces deux hérésies, confesse l’union du Dieu Verbe à la chair selon la composition, c’est-à-dire selon la composition, c’est-à-dire selon l’hypostase. En effet, l’union par composition dans le mystère du Christ conserve non seulement sans confusion les éléments réunis, mais encore n’admet pas de division.

- 5e anathématisme : si quelqu’un admet l’unique hypostase de notre Seigneur Jésus-Christ comme si celle-ci impliquait le sens de plusieurs hypostase, et essaie par ce moyen d’introduire au sujet du mystère du Christ deux hypostases ou deux personnes, et qu’après avoir introduit deux personnes, il parle d’une personne, selon la dignité, l’honneur ou l’adoration, comme l’ont écrit dans leur folie Théodore et Nestorius ; et s’il calomnie le saint concile de Chalcédoine, comme si celui-ci avait employé l’expression d’une seule hypostase dans ce sens impie ; et s’il ne confesse pas que le Verbe de Dieu s’est uni à la chair selon l’hypostase et que dès lors, il n’a qu’une seule hypostase ou une seule personne, et que c’est dans ce sens que le saint concile de Chalcédoine a confessé une seule hypostase de notre Seigneur Jésus-Christ, qu’un tel homme soit anathème. Car si la sainte Trinité n’a pas reçu l’adjonction d’une personne ou hypostase, même après l’incarnation de l’un de la sainte Trinité, le Verbe de Dieu.

- 6e anathématisme : si quelqu’un dit que c’est en un sens impropre et no véritable que la sainte, glorieuse et toujours vierge Marie est Mère de Dieu ou qu’elle l’est par transfert, comme si un simple homme avait été engendré d’elle, mais non pas au sens où le Verbe de Dieu s’est incarné ; mais la génération de l’homme à partir de Marie étant selon eux attribuée par transfert au Dieu Verbe en tant qu’uni à l’homme qui est né ; et s’il calomnie le saint concile de Chalcédoine en disant que celui-ci déclare la Vierge Mère de Dieu dans le sens impie imaginé par Théodore ; ou si quelqu'un l’appelle mère de l’homme ou mère du Christ, comme si le Christ n’était pas Dieu, mais ne confesse pas qu’elle est proprement et en vérité Mère de Dieu, parce que le Dieu Verbe, engendré du Père avant les siècles, s’est incarné à partir d’elle dans les derniers jours, et que c’est avec ce sentiment religieux que le saint concile de Chalcédoine l’a confessé Mère de Dieu,  qu’un tel homme soit anathème..

- 7e anathématisme : si quelqu’un, disant « en deux natures », ne confesse pas que dans la divinité et l’humanité est reconnu notre seul Seigneur Jésus-Christ, pour signifier par là la différence des natures à partir desquelles s’est réalisée sans confusion l’union ineffable, sans que le Verbe ait été transformé dans la nature de la chair soit passée dans la nature du Verbe (car chacun demeure ce qu’il est par nature, même après la réalisation de l’union selon l’hypostase), mais s’il prend une telle expression, au sujet du mystère du Christ, dans le sens d’une division en en parties ; ou si, confessant le nombre des natures dans notre unique Seigneur, Jésus-Christ, Dieu Verbe incarné, il ne prend pas selon la seule considération conceptuelle la différence des principes dont il est constitué, différence qui n’est pas supprimée par l’union (car un seul est des deux et les deux par un seul), mais s’il utilise le nombre au point d’avoir des natures séparées, chacune avec sa propre hypostase, qu’un tel homme soit anathème.

- 8e anathématisme : si quelqu’un, confessant que l’union de la divinité et de l’humanité s’est faite de deux natures, ou parlant d’une seule nature incarnée du Dieu Verbe, ne prend pas ces formules au sens où les ont enseignées, c’est-à-dire que, l’union selon l’hypostase s’étant faite à partir de la nature divine et de la nature humaine, il en est résulté un Christ un ; mais si, à l’aide de ces expressions, il entreprend d’introduire une seule nature ou substance de la divinité et de la chair du Christ, qu’un tel homme soit anathème. Car, lorsque nous disons que le Verbe Fils unique s’est uni selon l’hypostase, nous n’affirmons pas qu’il s’est produit une sorte de fusion mutuelle des natures ; nous pensons que le Verbe s’est uni à la chair, chacune des natures demeurant plutôt ce qu’elle était. C’est pourquoi un est le Christ, Dieu et homme, le même consubstantiel au Père selon sa divinité, consubstantiel à nous selon son humanité. Car l’Église de Dieu rejette et anathématise également ceux qui divisent ou découpent en parties le mystère de la divine Économie du Christ et ceux qui y introduisent une confusion.

- 9e anathématisme : si quelqu’un dit que le Christ est adoré en deux natures, à partir de quoi il introduit deux adorations, l’une propre au Dieu Verbe, l’autre propre à l’homme ; ou si quelqu’un, dans l’intention de supprimer la chair ou de confondre la divinité et l’humanité, forme l’idée monstrueuse d’une seule nature ou substance des principes réunis et adore ainsi le Christ ; mais n’adore pas d’une seule adoration le Dieu Verbe incarné avec sa propre chair, comme l’Église de Dieu l’a reçu dès le début, qu’un tel homme soit anathème.

- 10e anathématisme : si quelqu’un ne confesse pas que celui qui a été crucifié dans la chair, notre Seigneur Jésus-Christ, est vrai Dieu, Seigneur de la gloire et l’un de la sainte Trinité, qu’un tel homme soit anathème.

- 11e anathématisme : si quelqu’un n’anathématise pas Arius, Eunome, Macédonios, Apollinaire, Nestorius, Eutychès et Origène ainsi que leurs écrits impies, et tous les autres hérétiques condamnés et anathématisés par la sainte Église catholique et apostolique et les quatre saints conciles susdits, ainsi que tous ceux qui ont tenu ou tiennent des opinions semblables à celles des hérétiques susdits et qui ont persisté jusqu’à la mort dans leur propre impiété, qu’un tel homme soit anathème.

- 12e anathématisme : si quelqu’un prend la défense de l’impie Théodore de Mopsueste qui affirme qu’un autre est le Dieu Verbe et un autre le Christ qui, troublé par les passions de l’âme et les désirs de la chair, s’est peu à peu libéré des attraits inférieurs et ainsi, rendu meilleur par le progrès de ses œuvres et devenu tout à fait irréprochable par son comportement, a été baptisé comme un simple homme au nom du Père, du Fils et du Saint-Esprit ; et, par le baptême, a été jugé digne de recevoir la grâce du Saint-Esprit et de l’adoption filiale ; et, à l’égal d’une image royale, est adoré en la personne du Dieu Verbe ; et après sa résurrection est devenu immuable en ses pensées et totalement impeccable. Le même impie Théodore a dit encore que l’union du Dieu Verbe au Christ a été du même ordre que celle dont parle l’Apôtre pour l’homme et la femme : « Ils seront deux en une seule chair » [Ep 5, 31]. Et en plus de ses autres innombrables blasphèmes, il a osé dire qu’après la résurrection, quand le Seigneur a soufflé sur ses disciples en disant : « Recevez l’Esprit Saint » [Jn 20, 22], il ne leur a pas donné l’Esprit Saint, mais n’a soufflé sur eux qu’en apparence ; et cet homme dit aussi que la confession de Thomas, lorsqu’il toucha les mains et le côté du Seigneur après la résurrection, le « Mon Seigneur et mon Dieu ! » [Jn 20, 28], Thomas ne l’a pas dite à propos du Christ, mais que stupéfait devant la merveille de la résurrection, Thomas a loué Dieu qui avait ressuscité le Christ ; pis encore, dans l’interprétation qu’il adonné aux Actes des Apôtres, le même Théodore compare le Christ à Platon, à Mani, à Épicure et à Marcion ; comme chacun d’eux, dit-il, après avoir inventé sa propre doctrine, a fait donner à ses disciples le nom de platoniciens, de manichéens, d’épicuriens et de marcionites, de la même manière, après que le Christ eut aussi inventé une doctrine, c’est d’après lui que l’on nomme les chrétiens.  Si donc quelqu’un prend la défense du susdit très impie Théodore et de ses écrits impies, dans lesquels il a répandu les blasphèmes mentionnés et d’autres innombrables contre notre grand Dieu et Sauver Jésus-Christ, et qu’il ne l’anathématise pas ainsi que ses écrits impies et ceux qui le reçoivent, prennent sa défense ou disent que ses exposés sont orthodoxes, et ceux qui ont écrit en sa faveur et en faveur de ses écrits impies, ceux aussi qui ont ou ont pu avoir des opinions semblables et qui sont demeurés jusqu’au bout dans une telle hérésie, qu’il soit anathème.

- 13e anathématisme : si quelqu’un prend la défense des ouvrages impies de Théodoret contre la foi vértitable, contre le premier et saint concile d’Éphèse, contre saint Cyrille et ses douze chapitres [Cyrille d’Alexandrie, Troisième lettre à Nestorius] ; de tout ce qu’il a écrit en faveur des impies Théodore, Nestorius et des autres qui ont les mêmes opinions que les susdits Théodore et Nestorius et qui les reçoivent, eux et leur impiété ; et si à cause d’eux il traite d’impies les docteurs de l’Église qui estiment que l’union du Dieu Verbe s’est faite selon l’hypostase ; et s’il n’anathématise pas les écrits impies mentionnés, ceux qui ont eu ou ont les mêmes opinions qu’eux, tous ceux qui ont écrit contre la foi orthodoxe ou contre saint Cyrille et ses douze chapitres [Cyrille d’Alexandrie, Troisième lettre à Nestorius], et qui ont fini dans une pareille impiété, qu’un tel homme soit anathème.

- 14e anathématisme : si quelqu’un prend la défense de la lettre qui, dit-on, a été écrit par Ibas à Maris le Perse où l’on nie que le Dieu Verbe incarné de Marie, la sainte Mère de Dieu toujours vierge, soit devenu homme ; où l’on déclare que c’est un simple homme qui a été engendré d’elle, un home qu’on appelle Temple, comme si l’un était le Dieu Verbe et l’autre l’homme ; où saint Cyrille, le héraut de la vraie foi des chrétiens orthodoxes, est accusé d’être hérétique et d’avoir écrit les mêmes erreurs que l’impie Apollinaire ; où il est reproché au premier saint concile d’Éphèse d’avoir déposé Nestorius sans jugement et sans enquête. Cette même lettre impie qualifie les douze chapitres de saint Cyrille [Cyrille d’Alexandrie, Troisième lettre à Nestorius] d’impies et de contraire à la foi droite et justifie Théodore et Nestorius ainsi que leurs doctrines et leurs écrits impies. Si donc quelqu'un prend la défense de la lettre mentionnée et ne l’anathématise pas ainsi que ceux qui la défendent et disent qu’elle est orthodoxe, au moins en partie, ceux qui ont écrit ou écrivent en sa faveur ou en faveur des impiétés qu’elle contient, ceux qui osent la justifier ou justifier les impiétés qu’elle contient au nom des saints Pères et du saint concile de Chalcédoine et qui demeurent jusqu’à la fin dans ces erreurs, qu’un tel homme soit anathème.  Après que nous avons donc ainsi confessé tous ces points que nous avons reçus de la sainte Écriture, de l’enseignement des saint Pères et des définitions portées à ce propos de la foi une et identique par les quatre saints conciles susdites ; après que nous avons porté condamnation contre les hérétiques et leur impiété, et aussi contre l’impiété de ceux qui ont justifié ou justifient les trois chapitres mentionnés et qui on persévéré ou persévèrent dans leur propre erreur ; au cas où quelqu’un entreprendrait de transmettre, d’enseigner ou d’écrire ce qui est en opposition aux déclarations que nous avons formulées, s’il est évêque ou inscrit dans le clergé, puisqu’il agirait de manière incompatible avec l’état sacerdotal et ecclésiastique, il sera privé de l’épiscopat ou de la cléricature ; s’il est moine ou laïc, il sera anathématisé.